# Contactos de Google
Contactos de Google es un servicio de administración de contactos desarrollada por Google. Está disponible como una aplicación móvil de Android, una aplicación web o en la barra lateral de Gmail como parte de Google Workspace.

## Historia
Contactos de Google se originó como el administrador de contactos integrado en Gmail, que se presentó a principios de 2007. Más tarde se lanzó como una aplicación de Android para dispositivos Nexus en 2010, antes de que estuviera disponible para todos los teléfonos Android en 2015. Se lanzó una aplicación web independiente el mismo año, con una interfaz de usuario renovada. Regresó a Gmail en forma de barra lateral en 2020 como parte de Google Workspace.

## Funciones
Los Contactos de Google pueden sincronizarse entre distintos dispositivos móviles y sistemas operativos (por ejemplo, Android, Symbian, iOS, BlackBerry, Palm, Pocket PC o Windows Phone) o con aplicaciones de PC (por ejemplo, Microsoft Outlook o Mozilla Thunderbird) a través de software de terceros y la propia aplicación Google Sync de Google. Además, cualquier sistema que pueda sincronizarse mediante ActiveSync de Microsoft puede sincronizarse con Contactos de Google. La herramienta también brinda soporte para dispositivos móviles que use el protocolo Microsoft® Exchange ActiveSync® y/o el estándar SyncML. Los Contactos de Google son nativamente compatibles en el sistema operativo de Google de código abierto de Google Android.

## Interpolación
El servicio también se puede sincronizar con la aplicación Contactos de Apple en iOS y la aplicación Contactos de Samsung en Galaxy. También podría sincronizarse con Google Sync antes de que ese servicio fuera descontinuado.

## Recepción
En 2011, con la introducción de pantallas de mayor densidad y memorias internas más grandes en los dispositivos Android, Google Contacts fue muy criticado por admitir solo fotos de baja resolución en Android Jelly Bean. Esta limitación se eliminó al año siguiente.